# Канале (Перуђа)
Канале је насеље у Италији у округу Перуђа, региону Умбрија.
Према процени из 2011. у насељу је живело 53 становника. Насеље се налази на надморској висини од 235 м.